# Parafia Świętych Cyryla i Metodego w Granite City
Parafia Świętych Cyryla i Metodego – parafia prawosławna w Granite City, w Diecezji Bułgarskiej Kościoła Prawosławnego w Ameryce.
Parafia powstała w 1979. Jest to etnicznie bułgarska placówka duszpasterska. Obecna cerkiew została wzniesiona w 1980. Współcześnie większość parafian to prawosławni konwertyci.